# Joseph-Léon Eissautier
Joseph-Léon Eissautier, francoski general, * 1891, † 1960.